# Grézolles
Grézolles ist eine französische Gemeinde  mit 236 Einwohnern (Stand: 1. Januar 2022) im Département Loire in der Region Auvergne-Rhône-Alpes (vor 2016 Rhône-Alpes). Grézolles gehört zum Arrondissement Roanne und zum Kanton Boën-sur-Lignon. Die Einwohner werden Grézollois genannt.

## Geographie
Grézolles liegt 72 Kilometer westnordwestlich von Lyon. Umgeben wird Grézolles von den Nachbargemeinden Luré im Norden und Nordwesten, Souternon im Osten und Nordosten, Saint-Julien-d’Oddes im Südosten, Saint-Martin-la-Sauveté im Süden sowie Juré im Westen und Nordwesten.
Durch die Gemeinde führt die Autoroute A89.

## Bevölkerungsentwicklung
| Jahr                       | 1962 | 1968 | 1975 | 1982 | 1990 | 1999 | 2006 | 2017 |
| Einwohner                  | 312  | 312  | 304  | 273  | 250  | 228  | 278  | 267  |
| Quellen: Cassini und INSEE |      |      |      |      |      |      |      |      |

## Persönlichkeiten
- Gilbert Nabonnand (1828–1903), Gärtner, Gartenarchitekt, Rosenzüchter und Geschäftsmann

## Sehenswürdigkeiten
- Kapelle Sainte-Barbe aus dem 16. Jahrhundert
- Schloss Grézolles

## Weblinks

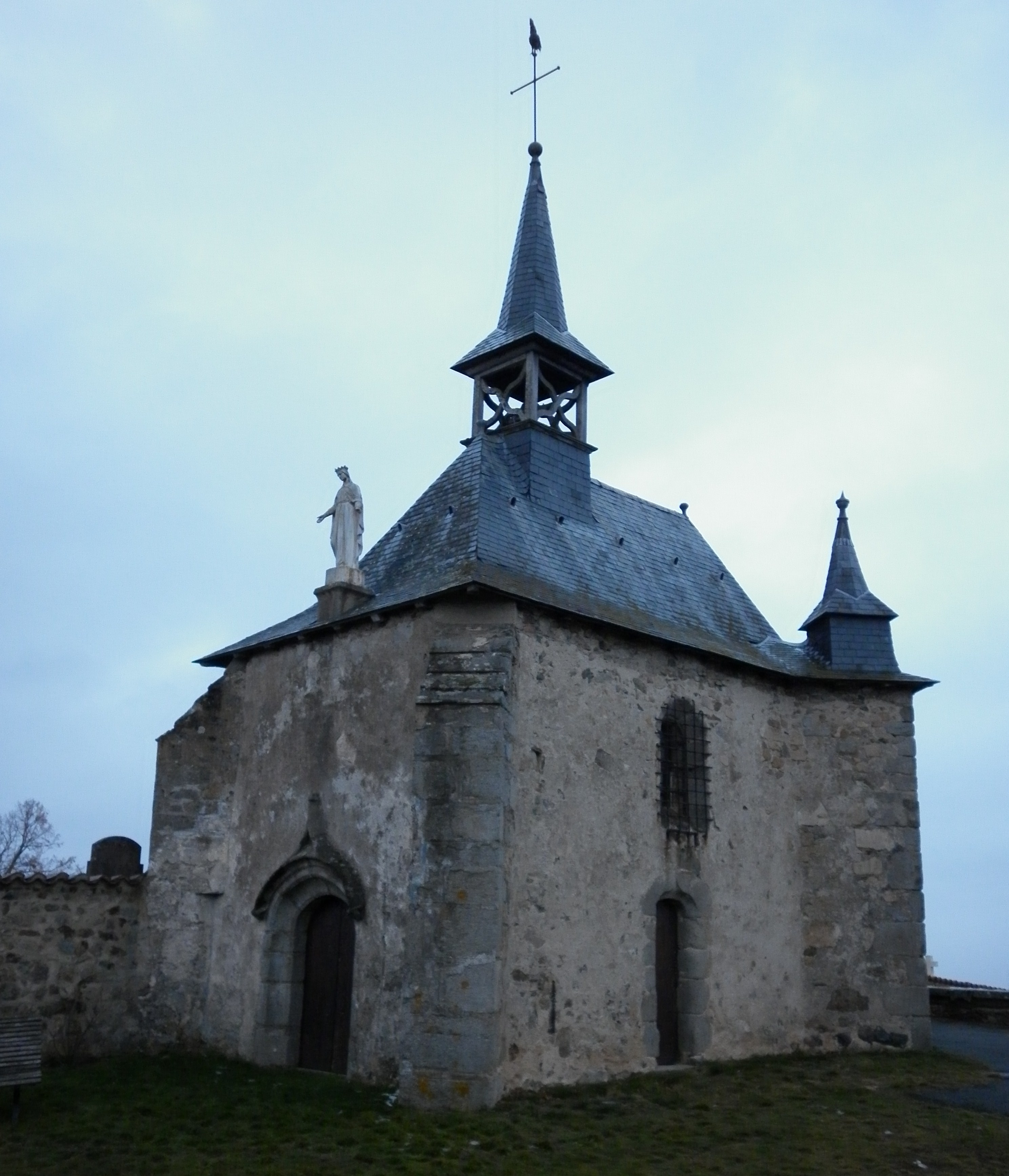
Kapelle Sainte-Barbe